# Instytut Santa Fe

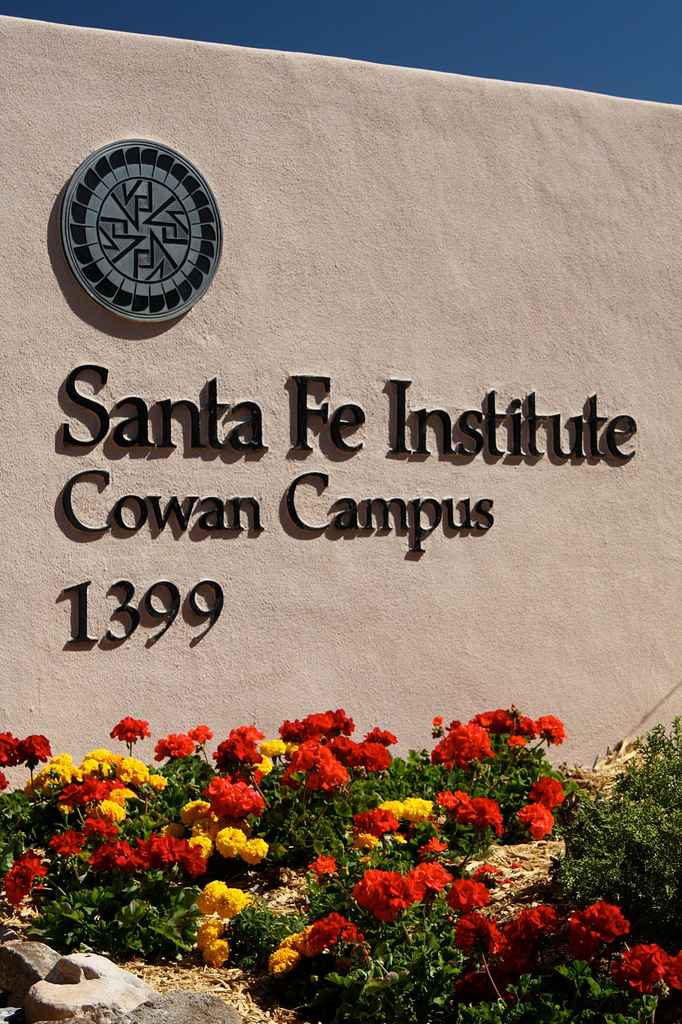
Wejście do Santa Fe Institute

Santa Fe Institute (SFI) – placówka naukowo-badawcza w Santa Fe, w Nowym Meksyku, USA, stworzona w 1984 r. celem badania systemów złożonych. Założyciele: George Cowan, David Pines, Stirling Colgate, Murray Gell-Mann, Nick Metropolis, Herb Anderson, Peter A. Carruthers oraz Richard Slansky. Wszyscy poza D. Pinesem oraz M. Gell-Mannem byli naukowcami Los Alamos National Laboratory.
SFI jest organizacją typu non-profit. Unikatowość koncepcji Instytutu polega na niezwykłym przedmiocie badań oraz ludziach zaangażowanych w to przedsięwzięcie. Problemy będące przedmiotem badań, rozwiązywane są tam w sposób interdyscyplinarny. Obok laureatów Nagrody Nobla, SFI skupia niezwykłe bogactwo ekspertów z takich dziedzin jak m.in. fizyka, matematyka, informatyka, biologia, ekonomia, socjologia czy psychologia. Wypracowane projekty z powodzeniem stosowane są w takich koncernach jak Ernst & Young, czy Procter & Gamble. Koncepcję złożonych systemów dostosowawczych prawdopodobnie wykorzystuje w swych strategiach inwestycyjnych ekscentryczny amerykański miliarder, Warren Buffett. Wokół Instytutu działają firmy, najczęściej współpracujące z korporacjami, mające na celu praktyczne wprowadzanie jego odkryć do biznesu.
Największe osiągnięcia SFI to wkład do badań nad tzw. sztucznym życiem oraz wypracowane koncepcje biznesowe (logistyka, ubezpieczenia).

## Naukowcy związani z Instytutem Santa Fe
| - W. Brian Arthur - Per Bak - John L. Casti - Jim Crutchfield | - J. Doyne Farmer - Jessica Flack - Walter Fontana - Murray Gell-Mann | - Brian Goodwin - John H. Holland - Stuart Kauffman - David Krakauer | - Robert May - John H. Miller - Melanie Mitchell - Mark Newman | - Christopher Langton - Simon Asher Levin - Ricard V. Solé - Duncan Watts | - Douglas White - David B. Weinberger - Geoffrey West |